# Dienstauszeichnung (Preußen)

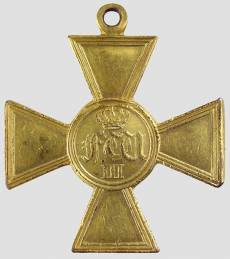
Preußisches Dienstauszeichnungskreuz für Offiziere (hier ohne Bandring)

Die militärische Dienstauszeichnung im Königreich Preußen wurde im Jahre 1825 gestiftet und konnte an Unteroffiziere und Mannschaften in drei Klassen für 9-, 15- und 21-jährige Dienstzeit verliehen werden. Sie bestand aus einer eisernen, silbernen bzw. goldenen Schnalle mit dem Namenszug F. W. III. (Friedrich Wilhelm III.) auf blauem, entsprechend schwarz, weiß bzw. gelb gerändertem Band. Das Dienstauszeichnungskreuz für Offiziere und Ärzte nach 25-jähriger Dienstzeit, ebenfalls im Jahr 1825 gestiftet, war ein goldenes Kreuz an blauem Band im Mittelschild mit dem Namenszug F. W. III.. Im Revers befand sich die römische Ziffer XXV (25).
Die Landwehrdienstauszeichnung für Dienste in der Landwehr wurde 1842 gestiftet und an Offiziere und Mannschaften nach erfüllter Dienstpflicht vergeben, wenn sie einen Feldzug mitgemacht oder bei außergewöhnlicher Veranlassung drei Monate aktiv gedient hatten. Sie bestand aus einem preußischblauen Band mit zwei kleinen goldenen gestickten Landwehrkreuzen rechts und links, dazwischen ein goldgesticktes Monogramm F.W.IV. (Friedrich Wilhelm IV.) Das Band wurde über eine Platte gezogen, die auf einen eisernen Rahmen gelötet war. Als am 4. Juli 1868 eine weitere Klasse der Landwehrdienstauszeichnung für Offiziere und Ärzte für 20-jährige Dienste gestiftet wurde, bezeichnete man die ursprüngliche, 1842 gestiftete Auszeichnung als II. Klasse und die neue Auszeichnung als I. Klasse. Die Auszeichnung erster Klasse bestand aus einem silbernen Tatzenkreuz an blauem Band mit dem Monogramm WR (Wilhelm Rex) auf der Vorderseite und XX (20 Dienstjahre) auf der Rückseite.